# Robert Horne (1er vicomte Horne de Slamannan)
Pour les articles homonymes, voir Robert Horne.
Robert Stevenson Horne, 1er vicomte Horne de Slamannan, (28 février 1871 - 3 septembre 1940) est un homme d'affaires écossais, avocat et homme politique unioniste. Il sert sous David Lloyd George comme ministre du Travail entre 1919 et 1920, comme président de la Chambre de commerce entre 1920 et 1921 et comme chancelier de l'Échiquier entre 1921 et 1922. En 1937, il est anobli en tant que vicomte Horne de Slamannan.

## Jeunesse et éducation
Horne est né à Slamannan, Stirlingshire, le fils du révérend Robert Stevenson Horne, ministre de l'Église d'Écosse et Mary, fille de Thomas Lockhead. Il fait ses études au George Watson's College à Édimbourg et à l'université de Glasgow, où il étudie le droit et est président du Conseil des représentants des étudiants.

## Carrière jusqu'en 1918
Horne passe un an à enseigner la philosophie à l'université de Bangor, avant d'être admis à la Faculté des avocats (Scottish Bar) en 1896. Il est devenu un avocat à succès, spécialisé dans les affaires commerciales et maritimes, et devient Conseiller de la reine en 1910. Il est également examinateur en philosophie (1896–1900) et recteur (1921–1924) à l'université d'Aberdeen. Il est membre du conseil d'administration de plusieurs sociétés, comme la compagne du canal de Suez, président de la Great Western Railway et administrateur de plusieurs autres sociétés et banques.
Pendant la Première Guerre mondiale, Horne devient directeur des chemins de fer sur le front occidental avec le grade honorifique de lieutenant-colonel dans le Royal Engineers. En 1917, il rejoint l'Amirauté en tant qu'inspecteur général adjoint des transports, devenant directeur des matériaux et des priorités en 1918, et directeur du travail et troisième Lord civil plus tard la même année.

## Carrière politique
Il se présente sans succès à Stirlingshire aux deux élections générales de 1910, et est élu député de Glasgow Hillhead en 1918. Il sert sous David Lloyd George en tant que ministre du Travail entre 1919 et 1920, président de la Chambre de commerce entre 1920 et 1921 et chancelier de l'Échiquier entre 1921 et 1922. C'est à ce titre qu'il est impliqué dans les négociations conduisant à la signature de l'accord commercial anglo-soviétique. Leonid Krasin fait pression sur Horne pour soutenir le traité en menaçant d'annuler les commandes des usines textiles du Yorkshire, car seules les usines soviétiques travaillaient à plein temps. Lorsque le traité est signé, c'est la première reconnaissance par la Grande-Bretagne de la République socialiste fédérative soviétique de Russie.
Lorsque le gouvernement de la coalition Lloyd George est tombé en 1922, Horne refuse de rejoindre le nouveau gouvernement de Bonar Law. Deux ans plus tard, Stanley Baldwin propose de le nommer ministre du Travail une fois de plus, mais Horne refuse, préférant se concentrer sur sa carrière professionnelle. Bien qu'il soit resté député jusqu'en 1937 il n'a plus jamais occupé de poste ministériel. Il est nommé chevalier commandant de l'Ordre de l'Empire britannique (KBE) en 1918 pour ses services de guerre, puis grand croix (GBE) dans les honneurs de guerre civils de 1920 pour ses services en tant que ministre du Travail. En 1919, il est admis au Conseil privé. Il est anobli en tant que vicomte Horne de Slamannan, de Slamannan dans le comté de Stirling, le 9 juin 1937.

## Vie privée
Horne, un célibataire séducteur, est connu par Baldwin comme un « cad écossais », une remarque qui est restée. Il est décédé le 3 septembre 1940, à l'âge de 69 ans. La vicomté a disparu avec sa mort.